# Polystichum acutipinnulum
Polystichum acutipinnulum är en träjonväxtart som beskrevs av Ren-Chang Ching och K. H. Shing. Polystichum acutipinnulum ingår i släktet Polystichum och familjen Dryopteridaceae. Inga underarter finns listade.